# Pleurotomella porcellana
Pleurotomella porcellana é uma espécie de gastrópode do gênero Pleurotomella, pertencente a família Raphitomidae.